# 磨擦草
磨擦草（学名：Tripsacum laxum）又名摩擦禾、瓜地马拉草、腐擦草（中国植物志）为禾本科磨擦草属下的一个种。

## 扩展阅读
- 維基物種上的相關：磨擦草